# 487 Венеција
487 Венеција (енгл. 487 Venetia) је астероид главног астероидног појаса са пречником од приближно 63,15 km.
Афел астероида је на удаљености од 2,903 астрономских јединица (АЈ) од Сунца, а перихел на 2,437 АЈ.
Ексцентрицитет орбите износи 0,087, инклинација (нагиб) орбите у односу на раван еклиптике 10,237 степени, а орбитални период износи 1594,083 дана (4,364 године).
Апсолутна магнитуда астероида је 8,14 а геометријски албедо 0,245.
Астероид је откривен 9. јула 1902. године.